# Münzregal
Das Münzregal war die Bezeichnung für das königliche Hoheitsrecht  (lateinisch iura regalia, deutsch „königliche Rechte“), die Münzordnung innerhalb des Heiligen Römischen Reiches zu bestimmen. Es umfasste die Bestimmung der Währung (das Münzsystem), das Recht zur Münzerzeugung und den Anspruch auf den Münznutzen, also den Gewinn aus der Münzprägung, die Seigniorage (alt: Schlagschatz).

## Definition
Die Münzhoheit war wie folgt definiert:
1. Ausgabe von Münzen und Festsetzung des Zwangskurses, das ist der Befehl an jedermann, die Münzen als Zahlungsmittel anzunehmen,
2. Verrufung, das heißt Außerkurssetzen im Umlauf befindlicher Münzen,
3. Bestimmung des Münzbildes,
4. Bestimmung der Münzeinheit,
5. Bestimmung des Währungsmetalls,
6. Bestimmung des Münzfußes, das ist die Festsetzung, wie viel Münzstücke aus einer ebenfalls bestimmten Gewichtseinheit des Währungsmetalls hergestellt werden sollen, sowie Bestimmung des Feingehalts der Münzen,
7. Festsetzung der Münzstätten,
8. Erlass von Durchführungsbestimmungen,
9. Erlass von Strafbestimmungen gegen Zuwiderhandelnde.[1]

Dem untergeordnet war das Recht, die Münzen des Münzherrn (Münzfürst) zu prägen, der das Münzrecht besaß. Das Recht zu prägen ist kein Münzrecht und darf also nicht mit dem Recht des Münzberechtigten, dem Münzherren, verwechselt werden.
Allerdings war der finanzielle Ertrag der wichtigste Teil des Münzregals, weshalb häufig der Münznutzen als Münzregal bezeichnet wird. Das Münzregal konnte verpachtet oder verpfändet werden.

## Geschichte
Seit Karl dem Großen lag das Münzregal nach dem Vorbild des antiken Rom bei der fränkischen Krone, die eine starke Zentralgewalt ausübte. Die königliche Verwaltung war auch für die Errichtung und den Betrieb der Münzstätten, den Münzfuß und die Münzprägung zuständig.
Mit starker Zunahme der Wirtschaft ab dem 9. Jahrhundert wurde das Münzrecht, häufig verbunden mit dem Zoll- und Marktrecht, an geistliche Herrscher, vorwiegend Bischöfe, delegiert. Seit dem 11. Jahrhundert wurde es auch an weltliche Fürsten sowie kaiserliche Dynasten verliehen und ging später auch auf Städte über.
Mit der Goldenen Bulle von Karl IV. gingen 1356 das Münzregal und das Bergregal der römisch-deutschen Kaiser uneingeschränkt auch auf die Kurfürsten des Heiligen Römischen Reiches über.
Seit 1648 wurde auch anderen Reichsständen das Münzregal verliehen. Trotzdem blieb die Oberhoheit über das Münzwesen offiziell beim Kaiser des Heiligen Römischen Reiches. Das Münzregal überdauerte die Zeit bis in die Bundesrepublik und ist in deren Grundgesetz in Art. 73 I Nr. 4 verankert.